# Jozef Banáš

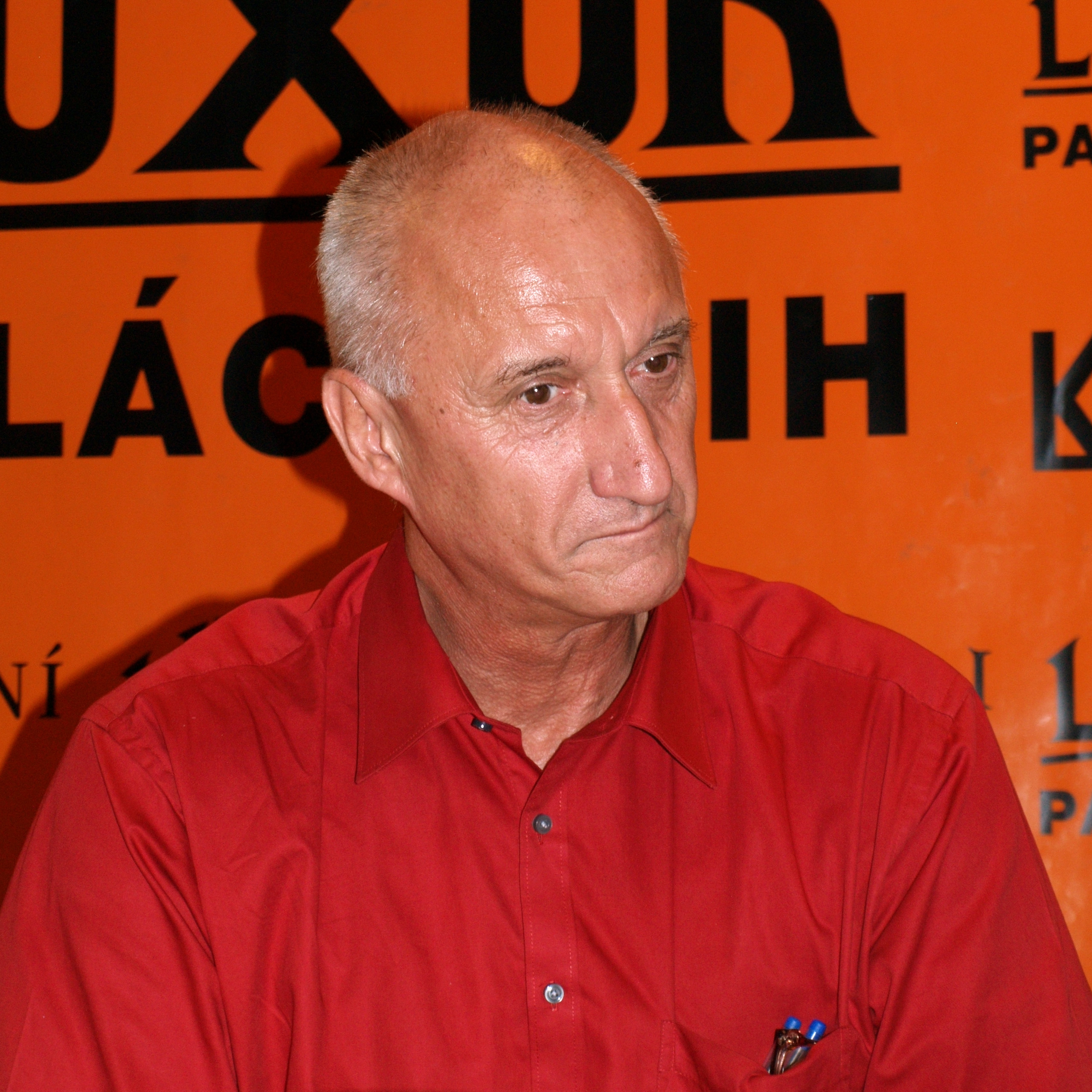
Jozef Banáš (2009)

Jozef Banáš (geboren 27. September 1948 in Bratislava, Tschechoslowakei) ist ein slowakischer Schriftsteller und Politiker.       

## Leben
Jozef Banáš studierte Außenhandel an der Hochschule für Wirtschaftswissenschaften in Bratislava. Von 1973 bis 1976 arbeitete er für Chirana Export Piešťany. 1976 trat er der  Komunistická strana Československa (KSC) bei. Von 1976 bis 1992 war er in Prag als Angestellter im tschechoslowakischen Außenhandelsministerium beschäftigt und wirkte 1977 bis 1983 als Direktor des Presse- und Informationszentrums Bratislava. Von 1983 bis 1988 war er als Presseattaché an die tschechoslowakische Botschaft in Ost-Berlin abgeordnet, von 1990 bis 1992 als Gesandter an die Botschaft der CSFR in Wien. Nach der Teilung der Tschechischen und Slowakischen Föderativen Republik 1992 arbeitete er als Manager in Leasingfirmen in Wien und Bratislava. Von 1994 bis 2001 arbeitete er als Direktor für Öffentlichkeitsarbeit und Industriepolitik bei Slovak International Tabak, das von Imperial Tobacco übernommen worden war.    
2001/02 war er Generalsekretär der Parteigründung Aliancia nového občana (Allianz des neuen Bürgers) und wurde 2002 für vier Jahre in den Nationalrat der Slowakischen Republik gewählt. Er war slowakischer Delegierter in der Parlamentarischen Versammlung der NATO und dort von 2004 bis 2006 ihr Vizepräsident. Die Partei ANO löste sich nach einer Korruptionsaffäre weitgehend auf, und Banáš wechselte 2004 in die Partei Slowakische Demokratische und Christliche Union – Demokratische Partei.
Banáš hat ein vielfältiges literarisches Schaffen. Er schrieb fünf Drehbücher für Film und Fernsehen, drei Theaterstücke, die auch zur Aufführung kamen. Seine ersten Erzählungen Mimoriadny rýchlik und Busta wurden Anfang der achtziger Jahre in Nové slovo mladých veröffentlicht. Seine Prosa fußt auf seinen beruflichen Erfahrungen in der politischen Klasse der  kommunistischen und nachkommunistischen Slowakei. 
Banáš lebt in Bratislava.

## Werke (Auswahl)
- Lepší ako včera. 2001 [Besser als gestern]
- Politicum tremens. 2006
- Idioti v politike. 2007 [Idioten in der Politik]
- Zóna nadšenia. Dramatický príbeh priateľstva a lásky (1968-2008). 2008
  - Jubelzone. Vorwort Peter Pragal. Übersetzung Lydia Heinzl. Dresden : Weltbuch-Verlag, 2010
- Zastavte Dubčeka! Príbeh človeka, ktorý prekážal mocným. 2009 [Stopt den Dubček!]
- Kód 9. 2010
- Sezóna potkanov. 2011 [Saison der Ratten]
- Posledná nevera. 2012 [Der letzte Ehebruch]
- Kód 1. 2013
- Velestúr. 2015